# Brasatura
La brasatura consiste nel collegare pezzi metallici con l'ausilio di un metallo d'apporto senza la fusione dei pezzi da assemblare. Il metallo d'apporto penetra per capillarità fra i pezzi da assemblare.

## Descrizione
La brasatura è un procedimento molto antico per l'unione di parti metalliche, conosciuto già dai Fenici e dagli Etruschi. È un procedimento molto diffuso ancora oggi ed applicato sia dall'industria sia nell'artigianato.
La brasatura è impiegata specialmente quando:
- Sia necessario contenere il riscaldamento del pezzo
- I giunti siano costituiti da materiali difficilmente saldabili
- I pezzi siano di natura differente e la loro saldatura sia impossibile
- L'aspetto estetico del giunto sia di importanza prioritaria o indispensabile

In funzione della temperatura di fusione del metallo d'apporto, possono essere utilizzati diversi mezzi di riscaldamento. La brasatura può essere effettuata sia con mezzi simili a quelli utilizzati per la saldatura ossiacetilenica (brasatura al cannello), sia con riscaldamento elettrico (tipiche le saldobrasature utilizzate in elettronica), sia in forno sotto vuoto o in atmosfera controllata, per ottenere giunti di qualità più elevata e più controllabile
La temperatura di fusione della lega brasante determina poi la brasatura dolce o la brasatura forte.
Senza citare tutti i campi di applicazione, ricordiamo i più importanti, quali:
- Industrie ciclo e motociclo
- Industrie elettrodomestici
- Impianti chimici e termosanitari per la brasatura di tubazioni in rame con giunto a bicchiere.

I fenomeni fisici attraverso i quali si realizza la brasatura sono la penetrazione capillare, la bagnatura e la diffusione atomica della lega brasante nel pezzo da brasare.
La prima si realizza creando adeguati meati tra i componenti da unire; la seconda invece sfrutta la capacità che ha un metallo liquido di appoggiarsi su una superficie con piccoli angoli di contatto. La terza realizza, tramite scambio atomico fra la lega brasante ed il metallo base, l'unione metallurgica.

### Brasatura dolce
È caratterizzata dall'utilizzo di materiali di apporto con temperature di fusione minori di 450 °C. La più conosciuta è la cosiddetta brasatura a stagno ampiamente utilizzata in elettronica. Per tale tipo di brasatura veniva utilizzata una lega stagno-piombo con titolo 60/40. In seguito alla normativa RoHS è stata sostituita da leghe stagno-rame (99,3/0,7) e stagno-argento (96/4).

### Brasatura forte
È caratterizzata dall'utilizzo di materiali di apporto con temperature di fusione superiori ai 450 °C. A seconda delle caratteristiche richieste e dei metalli da saldare possono venir usate varie leghe. Leghe a base di argento, rame e zinco con temperatura di fusione fra i 600 e i 700 °C vengono usate per la brasatura di acciai al carbonio e di leghe di rame. Il rame viene usato per la brasatura di acciaio al carbonio e di acciai inossidabili. Per la brasatura di acciaio inossidabile e leghe ad alto tenore di nichel si utilizzano anche leghe a base di nichel.

### Saldobrasatura
È caratterizzata dall'utilizzo di materiali di apporto con temperature di fusione superiori alla brasatura forte e comunque inferiore al punto di fusione del materiale del giunto. La preparazione dei giunti spesso è simile alla saldatura autogena. Le leghe comunemente usate sono ottoni fondenti a temperature relativamente elevate (800˚C). Il processo non è basato sull'attrazione capillare, ma principalmente sulla diffusione atomica della lega d'apporto nella struttura intergranulare del materiale di base.

### Leghe brasanti
Le brasature dolci sono effettuate usando come materiale brasante leghe di stagno, piombo e (o) antimonio. Per le brasature forti si usano leghe di argento, oro, palladio, rame e nickel. Spesso per le brasature che devono essere effettuate a temperature superiori a 1000 °C si utilizza il nickel, solo o in lega binaria o ternaria.
Le caratteristiche fondamentali della lega brasante sono almeno due: A) in grado di bagnare il metallo o i metalli base, e B) poter salire per capillarità entro meati molto stretti (le dimensioni tipiche di un meato per brasatura sono attorno a 1/10 di mm).

### Disossidanti
I disossidanti hanno la proprietà di promuovere la bagnabilità rimuovendo gli ossidi che si formano ad alta temperatura. Non sono sostitutivi della pulizia iniziale dei pezzi.